# Club Deportivo El Nacional

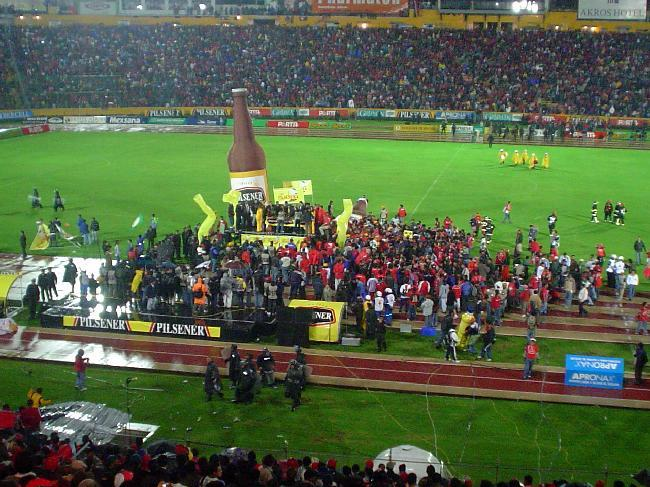
Nacional viert het kampioenschap in 2005

Club Deportivo El Nacional is een voetbalclub uit Quito, Ecuador. De club werd opgericht op 1 juni 1964 en is van oorsprong de club van de militairen. De club staat er om bekend alleen Ecuadoranen op te stellen, waar ze hun bijnaam Los Puros Criollos (de Echte Creolen) aan ontlenen. Nacionals grootste rivalen zijn LDU Quito, Deportivo Quito en Club Deportivo Espoli.
El Nacional heeft ook andere takken binnen zijn club, het participeert onder meer in gymnastiek, tafeltennis, schaken en schieten.

## Geschiedenis
Club Deportivo El Nacional werd opgericht op 1 juni 1964. Sinds de oprichting heeft de club geen enkele buitenlander in loondienst gehad, wat hun de bijnaam "Puros Criollos" opleverde. De eerste titel werd drie jaar na de oprichting gevierd, in 1967. Niet veel later, in 1973, werd de club voor de tweede maal in haar geschiedenis kampioen. De verdere jaren zeventig werden volledig gedomineerd door El Nacional, met drie opeenvolgende titels in 1976, 1977 én 1978.
Raar genoeg degradeerde de ploeg na de titel in 1978 naar tweede klasse. El Nacional verbleef er niet lang en promoveerde al na één jaar terug na de hoogste divisie. De jaren tachtig werden wederom gedomineerd door El Nacional en diens aartsrivaal Barcelona Sporting Club. In dit decennium won de club 5 titels.
De jaren negentig werden een minder succes en er werden slechts 2 titels gewonnen, in 1992 en 1996.
Na negen jaar lang wachten op een titel, werd in 2005 opnieuw de kampioenstitel gevierd. Ditmaal zelf tweemaal op rij, in 2006 werd er ook gewonnen.
El Nacional speelt zijn thuiswedstrijden net als rivaal Deportivo Quito in het Estadio Olímpico Atahualpa, dat een capaciteit heeft van bijna 41.000 toeschouwers.
Er zijn plannen om een nieuw, modern stadion te bouwen dat aan 42.000 mensen plaats biedt. De maquette werd al aan het grote publiek getoond, maar er is nog geen officiële beslissing genomen en de bouw van dat stadion is nog niet zeker.

## Erelijst
Nationaal
- Landskampioen (13)

1967, 1973, 1976, 1977, 1978, 1982, 1983, 1984, 1986, 1992, 1996, 2005, 2006
- Vice-kampioen (7)

1964, 1972, 1974, 1994, 1999, 2000, 2001
- Serie B (1)

1979 [C]
Internationaal
- Copa Libertadores

22 deelnames (1968, 1973, 1974, 1975, 1977, 1978, 1979, 1983, 1984, 1985, 1987, 1993, 1995, 1997, 2000, 2001, 2002, 2003, 2004, 2006, 2007, 2009)
Beste prestatie : Halve finales (1985)
- Copa Sudamericana

3 deelnames (2005, 2006, 2007)
Beste prestatie : 2de ronde (2006, 2007)
- Copa CONMEBOL

2 deelnames (1992,1994)
Beste prestatie : Halve finales (1992)
- Copa Merconorte

3 deelnames (1998,1999,2000)
Beste prestatie : Halve finales (1998)

## Kampioensteams
- 1967 — Mario Bautista, Roosevelt Castillo, Eulogio Quintero, Horacio Prado, Marcelo Salazar, Gonzalo Benavides, Roger Cajas, Simón Bolívar Rangel, Santiago Cheme, Agustín Cruz, Tom Rodríguez, Marcelo Vicente Cabezas, Fernando Maldonado, Carlos Campoverde, Fausto Correa, Patricio Peñaherrera, Óscar Alcívar, Rómulo Salas, Luis Orbe, Eduardo Méndez, Carlos Bayo en Jorge Luna.

- 1973 — Carlos Delgado, Perdomo Véliz Jare, Rodrigo Velarde, Miguel Pérez, Luis Escalante, Carlos Ron, Marcelo Vicente Cabezas, Vinicio Ron, Carlos Torres Garcés, Ítalo Estupiñán, Fabián Pazymiño, Carlos Campoverde, Eduardo Enríquez, Eduardo Méndez, Polo Carrera, Fausto Correa, Tom Rodríguez, Patricio Peñaherrera, Wilson Nieves, Patricio Burbano, Carlos Guachamín, José Sevilla, Jorge Vizuete en Polo Carrera.

- 1976 — Carlos Delgado, Perdomo Véliz Jare, Manuel Swett, José Tenorio, Luis Escalante, Carlos Ron, Luis Granda, José Villafuerte, Wilson Nieves, Vinicio Ron, Fabián Pazymiño, Fausto Correa, Marcelo Vicente Cabezas, Rodrigo Valverde, Miguel Pérez, Luis Vásquez, Washington Guevara, Jaime Toapanta, Eduardo Méndez, Luis Trujillo, Flavio Perlaza, José Jacinto Vega, Mario Barahona, Félix Lasso, Iván Rojas, Fabián Burbano en Milton Rodríguez.

- 1977 — Carlos Delgado, Flavio Perlaza, Manuel Swett, Miguel Pérez, Luis Escalante, Carlos Ron, Luis Granda, Mario Barahona, Vinicio Ron, Fausto Correa, Fabián Pazymiño, Marcelo Cabezas, Francisco Burbano, Milton Rodríguez, Fabián Lucero, Perdomo Véliz Jare, Luis Trujillo, Emilio Huayamabe, José Jacinto Vega, Juan Yépez, José Tenorio, José Villafuerte, Wilson Nieves, Iván Rojas, Francisco Burbano, Carlos Saa en Luis Aulestia.

- 1978 — Milton Rodríguez, Flavio Perlaza, Manuel Swett, Miguel Pérez, Luis Escalante, Carlos Ron, Luis Granda, José Villafuerte, José Vinicio Ron, Fausto Correa, Luis Guerrero, Pablo Zaldumbide, Mario Barahona, Fabián Lucero, Luis Trujillo, Emilio Huayamabe, Pedro Proaño, Marcelo Cabezas, José Jacinto Vega, Guido Rodríguez, Marco Mora, José Yépez, Gustavo Barriga, Wilson Nieves, Carlos Saa, Francisco Burbano en Carlos Delgado.

- 1982 — Carlos Delgado, Orlando Narváez, Andrés Nazareno, Pedro Proaño, Hans Maldonado, Carlos Ron, José Jacinto Vega, José Villafuerte, Fernando Baldeón, Gonzalo Cajas, Fabián Paz y Miño, Milton Rodríguez, Fernando Hidalgo, Ramón Macías, Wilson Armas, Francisco Pacho, Luis Granda, Elías de Negri, Enrique Panchi, Mario Barahona, Víctor Mora, Cristóbal Nazareno, Hermen Benítez, Jorge Luis Alarcón en Tyrone Castro.

- 1983 — Carlos Delgado, Orlando Narváez, Wilson Armas, Pedro Proaño, Hans Maldonado, Carlos Ron, Luis Granda, José Villafuerte, Fernando Baldeón, Hermen Benítez, Gonzalo Cajas, Elías de Negri, Milton Rodríguez, Ramón Macías, Andrés Nazareno, Edwin Quinteros, Tito Hernández, Francisco Pacho, Fausto Delgado, José Jacinto Vega, Arturo Orellana, Enrique Panchi, Diego Córdova, Mario Barahona, Marco Mora, Cristóbal Nazareno, José Nelson Guerrero en Iván Pérez.

- 1984 — Milton Rodríguez, Edwin Quinteros, Wilson Armas, Elías de Negri, Hans Maldonado, Carlos Ron, Luis Granda, José Villafuerte, Fernando Baldeón, Hermen Benítez, Fabián Pazymiño, Fernando Hidalgo, Ramón Macías, Orlando Narváez, Andrés Nazareno, Edwin Quinteros, Pedro Proaño, Tito Hernández, Luis Mosquera, Arturo Orellana, Enrique Panchi, Diego Córdova, Víctor Mora, Nelson Paredes, Luis Vásquez, José Nelson Guerrero, Geovanny Mera, Roque Valencia, Gonzalo Cajas, Federico Lara en Iván Pérez.

- 1986 — Milton Rodríguez, Orlando Narváez, Wilson Armas, Andrés Nazareno, Hans Maldonado, Luis Mosquera, Arturo Orellana, José Villafuerte, Fernando Baldeón, Geovanny Mera, Fabián Pazymiño, Gorky Revelo, Fernando Hidalgo, Ramón Macías, Mauricio King, Guillermo Siza, Pedro Marcelo Proaño, Tito Hernández, Julio César Rosero, Carlos Ron, Elías de Negri, Edmundo Méndez, Marco Constante, José Nelson Guerrero, Hermen Benítez, Nelson Paredes en Byron Tenorio.

- 1992 — Héctor Chiriboga, Luis Mosquera, Dixon Quiñónez, Jorge Ballesteros, José Guerrero, José Jacinto Vega, Marco Constante, Diego Castañeda, Juan Carlos Garay, Cléber Chalá, Luis Chérrez, Carlos Vernaza, Francisco Reinoso, Geovanny Ibarra, Listron Valencia, Juan Carlos Suárez, José Carcelén, Joffre Arroyo, Edmundo Méndez, Simón Ruiz, Edgar Domínguez, José Echeverría, Patricio Hurtado, Max Mesías, Walter Salazar en Christian Calderón.

- 1996 — Geovanny Ibarra, Juan Carlos Burbano, Lupo Quintero, Franklin Anangonó, Joffre Arroyo, Simón Ruiz, Marco Constante, Wellington Sánchez, Oswaldo de la Cruz, Agustín Delgado, Cléber Chalá, Vilson Rosero, René Esterillas, Antonio Jiménez, Juan Carlos Burbano, Listron Valencia, José Guerrero, Dixon Quiñónez, Manuel Palacios, Armando Mercado, Diego Castañeda, Geovanny Mera, Christian Calderón, Carlos Vernaza en Daniel Garrido.

- 2005 (C) — Geovanny Ibarra, Omar de Jesús, Jorge Guagua, Carlos Castro, Erick de Jesús, David Quiroz, Segundo Castillo, Christian Lara, Cléber Chalá, Félix Borja, Cristian Benítez, Santiago Morales, Leonardo García, Pavel Caicedo, Robinson Sánchez, Rixon Corozo, Rorys Aragón, Danny Cabezas, Luis Checa, Xavier Chila, Jimmy Bran, Juan Francisco Aguinaga, Pedro Quiñónez, Wellington Sánchez, José Gavica, John Minda, Ronald Campos en Antonio Valencia.

- 2006 — Geovanny Ibarra, Omar de Jesús, Renán Calle, Carlos Castro, Pavel Caicedo, Jhon Cagua, Carlos Hidalgo, David Montúfar, Wellington Sánchez, Ebelio Ordóñez, Cristian Benítez, Rixon Corozo, Walter Ayoví, David Quiroz, Danny Vera, Robinson Sánchez, Jorge Guagua, Erick de Jesús, Christian Lara, David Montúfar, Pedro Quiñónez, Flavio Caicedo, Raúl Canelos, Segundo Castillo, Cléber Chalá, Gustavo Figueroa, John Minda, Manuel Cotera, Ángel Fernández, Daniel Maldonado en Henry Pata.

## Bekende (ex-)spelers
- Edson Montaño
- Walter Ayoví
- Fernando Baldeón
- Cristian Benítez
- Hermen Benítez
- Félix Borja
- Segundo Castillo
- Carlos Castro
- Cléber Chalá
- Dannes Coronel
- Agustín Delgado
- Ángel Fernández
- José Gavica
- Jorge Guagua
- Diego Herrera
- Oswaldo Ibarra
- Christian Lara
- Edison Méndez
- Lupo Quiñonez
- Pedro Quiñónez
- David Quiroz
- Fabián Paz y Miño
- Otilino Tenorio
- Antonio Valencia
- José Villafuerte

## Trainer-coaches
| Van        | Tot        | Naam                | D | W | G | V |
| ---------- | ---------- | ------------------- | - | - | - | - |
| 01.01.2016 | 31.12.2017 | Eduardo Favaro      |   |   |   |   |
| 26.05.2015 | 31.12.2015 | Rubén Insúa         |   |   |   |   |
| 19.05.2015 | 25.05.2015 | Luiz Narvaez        |   |   |   |   |
| 06.08.2014 | 18.05.2015 | Octavio Zambrano    |   |   |   |   |
| 11.03.2013 | 05.08.2014 | Carlos Sevilla      |   |   |   |   |
| 10.11.2012 | 10.04.2013 | Luiz Narvaez        |   |   |   |   |
| 10.04.2012 | 08.11.2012 | Sixto Vizuete       |   |   |   |   |
| 24.08.2010 | 09.04.2012 | Mario Saralegui     |   |   |   |   |
| 09.06.2010 | 23.08.2010 | Óscar Véliz         |   |   |   |   |
| 04.12.2009 | 09.06.2010 | Jorge Pinto         |   |   |   |   |
| 16.07.2009 | 21.11.2009 | Julio Asad          |   |   |   |   |
| 01.07.2008 | 31.12.2008 | Jorge Celico        |   |   |   |   |
| 01.01.2007 | 31.12.2007 | Ever Almeida        |   |   |   |   |
| 04.05.2004 | 04.01.2005 | Carlos Sevilla      |   |   |   |   |
| 01.01.2002 | 30.06.2003 | Paulo Massa         |   |   |   |   |
| 01.01.2001 | 31.12.2001 | Ramiro Blacut       |   |   |   |   |
| 01.01.2000 | 30.06.2000 | Dragan Miranović    |   |   |   |   |
| 01.01.1997 | 30.06.1997 | Paulo Massa         |   |   |   |   |
| 23.03.1995 | 30.06.1995 | Carlos Ron          |   |   |   |   |
| 01.01.1994 | 23.03.1995 | Polo Carrera        |   |   |   |   |
| 01.01.1993 | 31.12.1993 | Ernesto Guerra      |   |   |   |   |
| 01.01.1989 | 31.12.1990 | Carlos Sevilla      |   |   |   |   |
| 01.01.1987 | 31.12.1987 | Francisco Bertocchi |   |   |   |   |
| 01.01.1985 | 31.12.1985 | Leonel Montoya      |   |   |   |   |
| 01.01.1984 | 31.12.1984 | Roberto Abruzzese   |   |   |   |   |
| 01.01.1983 | 31.12.1983 | Ernesto Guerra      |   |   |   |   |
| 01.01.1978 | 31.12.1979 | Héctor Morales      |   |   |   |   |
| 01.01.1977 | 31.12.1977 | Ernesto Guerra      |   |   |   |   |
| 01.01.1975 | 31.12.1975 | Gastón Máspoli      |   |   |   |   |
| 01.01.1974 | 31.12.1974 | Hector Morales      |   |   |   |   |
| 01.01.1973 | 31.12.1973 | Roberto Resquin     |   |   |   |   |
| 01.01.1968 | 31.12.1968 | Vessillo Bartoli    |   |   |   |   |